# Josip Mravljak
Josip Mravljak slovenski učitelj, zgodovinar in politik,* 17. marec 1892, Vuzenica, † 1. november 1953, Vuzenica. 

## Življenje in delo
Josip Mravljak se je rodil v Vuzenici, kjer je tudi obiskoval osnovno šolo. Po končani osnovni šoli je obiskoval gimnazijo v Mariboru, kjer je leta 1912 maturiral. Želel je študirati veterino in farmacijo, vendar je misel o študiju zaradi osebnih razlogov opustil. Leta 1919 je postal posestnik v Vuzenici, leta 1927 pa je postal vuzeniški župan. Kljub raznovrstni zaposlitvi, ki jo je imel kot župan, ta ni bila dovolj za zapolnitev njegove duhovne potrebe.
Leta 1924 se je na podlagi arhivskega gradiva domačih arhivov ter še mnogih drugih arhivov začel zanimati za zgodovino domačih krajev.
Na osnovi arhivskih študij je napisal precej razprav s področja krajevne zgodovine. Poleg tega je v različnih dnevnih časopisih objavljal poljudnoznanstvene članke. Konec aprila 1941 so ga okupatorji aretirali in junija z družino izselili v Srbijo. Tudi v izseljenstvu njegova zgodovinska in raziskovalna vnema nista počivali.
V rokopisni obliki so ohranjeni številni zapisi o zgodovini, etnologiji, običajih, kulturi in arhitekturi srbskih krajev. Po osvoboditvi, od oktobra 1945 do septembra 1952, je bil honorarni profesor na ravenski gimnaziji, kjer je poučeval zgodovino, geografijo in matematiko. Septembra 1952 je bil zaradi bolezni prestavljen na osnovno šolo v Vuzenici. Umrl je 1. novembra 1953 v Vuzenici.